# Konrad Kapica
Konrad Kapica (ur. 1993 w Warszawie) – polski aktor telewizyjny i teatralny.

## Kariera
Absolwent Państwowej Szkoły Muzycznej II stopnia w klasie perkusji klasycznej. W 2015 ukończył Warszawską Szkołę Filmową w klasie Aktorstwo Nowych Mediów.
W 2014 wystąpił w Teatrze Telewizji w spektaklu Karski w reżyserii Magdaleny Łazarkiewicz. W 2015 przyjął rolę kolegi Franka w serialu TVP2 M jak miłość. Następnie grał epizodyczne role w serialach.

## Filmografia

### Filmy i seriale
- 2015: M jak miłość jako kolega Franka
- 2015: Barwy szczęścia jako policjant dyżurny
- 2016: Na noże jako kucharz
- 2017: Labirynt świadomości jako menedżer
- 2017: Na Wspólnej jako pomocnik
- 2017: Na dobre i na złe jako dr Rudnicki
- 2018: Korona królów jako sługa Ligienzy
- 2019: Młody Piłsudski jako Świątek
- 2019: Przyjaciółki jako recepcjonista
- 2019: Na sygnale jako Karol Lewiński
- 2019: Jak poślubić milionera jako kelner
- 2019: Piłsudski jako młody chłopak
- 2019: Echo serca. Noc sylwestrowa jako mężczyzna
- 2019: Klan jako kierowca
- 2019: Solid Gold jako diler
- 2019: Młody Piłsudski jako Świątek
- 2020: Zenek jako Mariusz Anikiej
- 2020: Na Wspólnej jako doktor Tomasz
- 2020: Barwy szczęścia jako Dominik
- 2020: W rytmie serca jako Kamil
- od 2020: Miasto długów jako „Ron”
- 2020: Bez skrupułów jako diler
- 2020: Korona królów jako sługa Jana
- 2020: Ludzie i bogowie jako szupowiec